# جون شيتود يوستاس

جون تشيتود يوستاس

جون تشيتود يوستاس (ولد في 1762 في أيرلندا - 1 أغسطس 1815 في نابولي، إيطاليا) كان كاهناً كاثوليكياً وآثارياً إنجليزياً إيرلندياً.

## حياته
ولد لعائلة كانت إنجليزية، وكانت والدته من عائلة تشيتودس من تشيشاير. تلقى تعليمه في مدرسة سيدجلي بارك، وبعد عام 1774 في دير القديس غريغوري الذي أداره البينيديكتينيون في دواي، وقد ظل لاحقاً مرتبطا بالبينيدكتينيين وإن لم يلتحق بهم.
ذهب إلى أيرلندا حيث درس الخطابة في كلية ماينوث وكان قسّاً، ثم عاد إلى إنجلترا وعمل مساعداً للدكتور كولينز في مدرسته في ساوثال بارك، ومن هناك انتقل إلى كوستسي ليعمل شماسا لدى السير ويليام جرنينغهام. سافر في عام 1802 في رحلة إلى إيطاليا مع ثلاثة تلاميذ، وفي خلال هذه الرحلات كتب يوميات نشرت تحت عنوان «جولة كلاسيكية». في عام 1805 أقام في الكلية اليسوعية في كامبريدج [الإنجليزية]، حيث عمل معلما شخصيا لجورج بيتري، وهومنصب لم يكن عاديا لكاهن كاثوليكي، ولذلك اتهمه أعضاء بارزون في الجامعة باللاعقائدية [الإنجليزية] (المساواة بين الاديان والفلسفات)، ثم اتهمه الكاهن الرسولي جون ميلنر بـ «إهمال العبادة التي تميز كونه قسيساً».
غادر بيتري كامبريدج في جولة أخرى إلى اليونان وصقلية ومالطة، وفي عام 1813 نشر «الرحلة الكلاسيكية» التي أنالته شهرة مفاجئة، وأصبح شخصية بارزة في المجتمع الأدبي. في عام 1814 سافر في جولة قصيرة في فرنسا ونشر «رسالة من باريس»، وفي عام 1815 سافر مرة أخرى إلى إيطاليا لجمع مواد جديدة، لكنه أصيب بمرض الملاريا في نابولي وتوفي هناك.

## أعماله
- التأقلم السياسي مع اللحظة الحالية (1810).
- رد على التهمة التي وجهها أسقف لينكولن إلى رجال الدين في تلك الأسقفية في الزيارة التي تجري كل ثلاث سنوات في عام 1812.
- جولة عبر إيطاليا، لندن، ج. مومان، 1813، الطبعة الأولى. (1814، الطبعة الثانية)، 2 المجلدات إلى 4.
- جولة كلاسيكية عبر إيطاليا. لندن. ج. مومان، 1815، المجلد الثالث، مراجعة وتوسيع العمل السابق، 4 مجلدات.
- مبرهنة المسيحية (1814)